# Ole Bernt Henriksen
Ole Weirup Bernt Henriksen (født 5. november 1934 i Hobro, død 8. december 2002) var en dansk journalist, politiker og forfatter, gift med socialrådgiver Birte Bernt Henriksen.
Han var søn af købmand Bernt Henriksen, Terndrup, og hustru Karen Johanne f. Weirup. Han blev student fra Aalborg Katedralskole i 1954, hvorefter han studerede jura og økonomi ved Københavns Universitet 1954-1961. Han var på studieophold ved University of Wisconsin 1955-1956 og ansat ved Grosserer-Societetets komité 1957-1961.
Henriksen var først medarbejder ved Dagbladet Information 1958-1961 og Morgenavisen Jyllands-Posten 1961-1964. Hans journalistiske karriere omfattede poster som chefredaktør for Information 1964-1965 og udlandsredaktør på Jyllands-Posten 1965-1975, hvor han 1972-1974 tillige var chefredaktør.
I 1979 blev han valgt til medlem af Folketinget for Det Konservative Folkeparti. 1984-1992 var Henriksen civil chef for Hjemmeværnet. I 1987 røg han ud af Folketinget efter en dyst mod Pernille Sams.
Han var også virksom som forfatter og udgav bl.a. Storbyungdom (1970), en sociologisk undersøgelse om livsstil og sexvaner, Europa i lømmelalderen (1992) og biografierne Harald Blåtand – en fortælling fra fædrelandets historie (1972) og Ole Rømer (1994). Hans historiske interesse for især det oldenborgske kongehus udmøntede sig i en biografi om Christian V, Af Guds nåde: Christian V og hans regering (1996).
Han var Ridder af Dannebrog, medlem af præsidiet i Akademiet for Fremtidsforskning og af bestyrelsen for Jysk Nationaløkonomisk Forening.
I 1961 ægtede han Birte Jurlander. De er begravet på Hasle Kirkegård i Århus.